# زاك همزي
زاك همزي (بالإنجليزية: Zack Hemsey)‏ هو مؤلف موسيقي وموسيقي ومنتج صوتيات أمريكي، نشرت أعماله إلى حد كبير من خلال تضمينه في الأفلام ومقاطع دعائية للأفلام. ومن الأمثلة البارزة على ذلك الفيلم الدعائي لفيلم استهلال، والذي تضمن مقطوعته الموسيقية "Mind Heist". من المفاهيم الخاطئة الشائعة أن القطعة المستخدمة لهذا المقطع الدعائي للفيلم ألفها هانز زيمر، الذي قام بدلاً من ذلك بتأليف موسيقى بداية الفيلم. استخدامت "Mind Heist" أيضًا كموسيقى تمهيدية للعبة الفيديو Madden NFL 12، وتستخدم أحيانًا في المسلسل التلفزيوني أمريكا غوت تالنت. ظهرت موسيقى همزي في مقدمات الأفلام البلدة ولينكون ومسدسان وعدد أخر من الافلام. وقد ظهرت موسيقى "Vengeance" في فلم المعادل وفي مقطع دعائي للموسم الثاني من برنامج صراع العروش.

## الحياة الشخصية
نشأ همزي في نيو جيرسي مع شقيقته الكبرى تارا. متأثرا بالموسيقى السينمائية وموسيقا الميتال، أراد أن يصبح ملحنًا للأفلام، ولهذا السبب، بعد تخرجه من مدرسة باليسادز بارك الثانوية في عام 2001 ، درس الموسيقى والفلسفة في جامعة روتجرز وتخرج بامتياز مع مرتبة الشرف. خلال دراسته، عمل كمساعد في شركة ار ام أي قبل انضمامه إلى الاستوديو الموسيقي ذا لودج من نوفمبر 2005 إلى أغسطس 2007. ثم أصبح يعمل لحسابه الخاص كمؤلف وموسيقي. بعد ذلك بعامين تقريبًا، شارك في فرقة ناين ليفز، وهي فرقة تدمج موسيقى الهيب هوب مع الموسيقى الكلاسيكية، حيث عمل كمؤلف وشاعر لأكثر من 10 سنوات.

## مسار وظيفي
بدأ همزي حياته المهنية كمؤلف لمجموعة الهيب هوب الغامضة المسماة ناين ليفز، حيث كان واحدًا من خمسة كتاب للفرقة. بدأ مسيرته الفردية في عام 2010 بإصدار أول ألبوم له Empty Room واستمر في إصدار موسيقاه الخاصة بشكل مستقل، والتي تميل إلى الجمع بين عناصر الهيب هوب البديلة و/أو موسيقى الروك البديلة و/أو الآلات الموسيقية.
كتب همزي مقالات حول مجموعة متنوعة من الموضوعات، والتي نشرها على مدونته الأفكار والتشويق. تضمنت الموضوعات الفرق بين الفنانين الحقيقين وبين الفنانين لاغراض التشويق، وموضوعات مختلفة من المواد الفنية، وولادة أطفاله، وصناعة الموسيقى وورقة بحث حول عدوى عقدية قاطعة للدر النادرة التي يمكن أن تحدث في الأطفال حديثي الولادة.

## الأعمال الموسيقية
الألبومات 
- غرفة فارغة (مارس 2010)
- الطريق (يونيو 2011)
- رونين (أبريل 2013)
- نوماد (نوفمبر 2016)
- غولياث (الموسيقى التصويرية الأصلية للصور المتحركة لفيلم دوزنت ايكزيزت) (مارس 2018)

أعمال مشهورة
- سرقة العقل (مايو 2011)
- المرشح (الموسيقى التصويرية الأصلية للفلم) (أكتوبر 2011)
- ما تريد (يناير 2012)

أعمال مفردة
- غرفة فارغة (إصدار المقطع الدعائي) (يونيو 2010)
- آر إي اف (تنهيدة المحارب) (سبتمبر 2010)
- عمر (البعث) (مارس 2011)
- الوحي (ريمكس) (مارس 2011)
- بدايات جدبدة (مارس 2011)
- بيت الشعب (يونيو 2012)
- البحث عن منزل (يونيو 2012)

موسيقى أشرطة الفيديو
- أمس (أكتوبر 2008)[21]
- الانتظار بين العوالم (أبريل 2012)[22]

الألبومات (مع فرقة ناين ليفز)
- أوراق التسع (يناير 2006)
- سلام في الموت (أغسطس 2008)

## روابط خارجية
- زاك همزي على موقع IMDb (الإنجليزية)
- زاك همزي على موقع ميوزك برينز (الإنجليزية)
- زاك همزي على موقع ديسكوغز (الإنجليزية)
- زاك همزي على موقع قاعدة بيانات الفيلم (الإنجليزية)

- الموقع الرسمي
- المدونة الرسمية
- القناة على اليوتيوب